# Rozštěp
Rozštěpy rtu, čelisti a patra patří mezi jedny z nejčastějších vrozených vývojových vad. Přes veškeré výzkumy jich v Česku ani ve světě neubývá. Jejich výskyt, tedy poměr počtu narozených s rozštěpem k počtu narozených bez rozštěpu, je dlouhodobě stabilní. Jedinci narození s rozštěpem jsou vzhledem k léčbě, která je v Česku na vysoké úrovni, zcela přirozeně začleněni do společnosti a jsou jejími plnohodnotnými členy. Děti prožívají normální dětství a nejsou kvůli rozštěpové vadě obličeje omezovány ve fyzických ani duševních aktivitách. Rozštěp obličeje není spojen s intelektem jedince, nezpůsobuje mentální postižení.
Rozštěpy obličeje jsou doposud ve společnosti tabuizovány a mýtizovány, mohou tak vzbuzovat nepochopení a předsudky. 
Rozštěpové vady obličeje byly již prof. MUDr. Františkem Burianem rozděleny na dvě základní skupiny na rozštěpy typické a atypické (faciální a kraniofaciální). Dále se dělí podle přítomnosti či nepřítomnosti syndromu na syndromové a nesyndromové (bez syndromu). Tento článek se zabývá léčbou obličejových rozštěpů typických nesyndromových.

## Charakteristika
Rozštěp obličeje je vrozená vývojová vada, která může mít různou intenzitu. Rozštěpy mohou být jednostranné nebo celkové oboustranné. Mohou zasahovat ret, čelist a patro na obou stranách či se naopak může jednat jen o naznačený rozštěp rtu.
Zcela samostatnou skupinou jsou izolované rozštěpy patra, kdy může být zasaženo měkké i tvrdé patro či jen patro měkké. Nemusí se vždy jednat nesrostení tkání patra (otvor v patře), ale i o pouhé špatné upnutí svalů či zdvojení krčních mandlí.

## Vznik
Rozštěpy obličeje vznikají mezi 6.-12. týdnem těhotenství tím, že nedojde k přirozenému spojení střední a boční části obličeje. Pokud středový a boční výběžek vyvíjejícího se obličeje nesplyne na jedné straně, vznikne rozštěp rtu, který může zasahovat až do čelisti, jednostranný levostranný nebo pravostranný, pokud na obou stranách, vznikne rozštěp oboustranný. Nedojde-li současně ke spojení patra sklopením z bočních stran, vzniká rozštěp celkový.
Izolovaný rozštěp patra vznikne při správném vývoji rtu, ale nespojením patrových výběžků ve střední čáře.

## Klasifikace
Mezinárodní statistická klasifikace nemocí a přidružených zdravotních problémů MKN-10 dělí obličejové rozštěpy na:
Q 35 rozštěp patra
- Q35.1 rozštěp tvrdého patra
- Q35.3 rozštěp měkkého patra

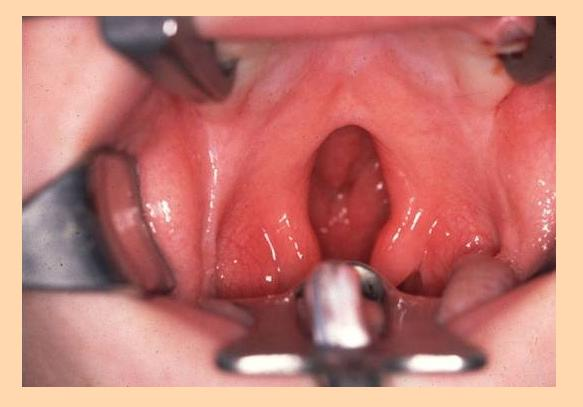
rozštěp měkkého patra

- Q35.5 rozštěp tvrdého patra s rozštěpem měkkého patra
- Q35.7 rozštěp čípku
- Q35.9 rozštěp patra NS

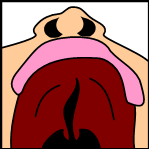
patro

Q 36 rozštěp rtu
- Q36.0 oboustranný rozštěp rtu
- Q36.1 středový rozštěp rtu

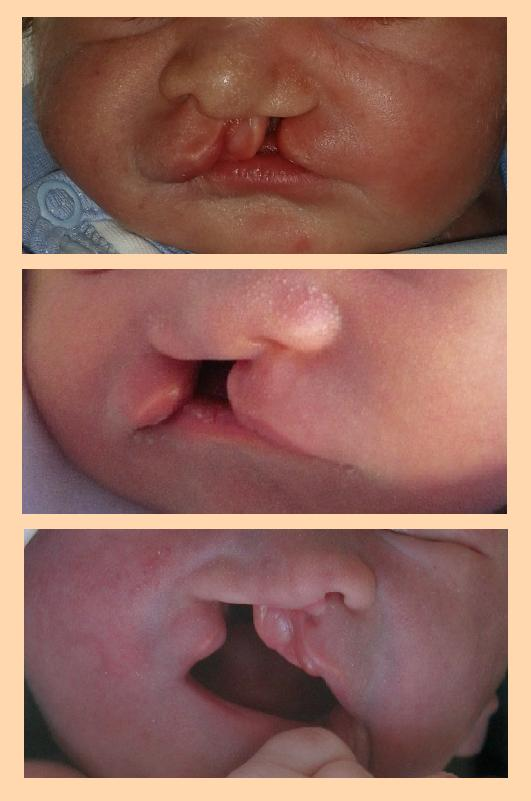
Jednostranný rozštěp

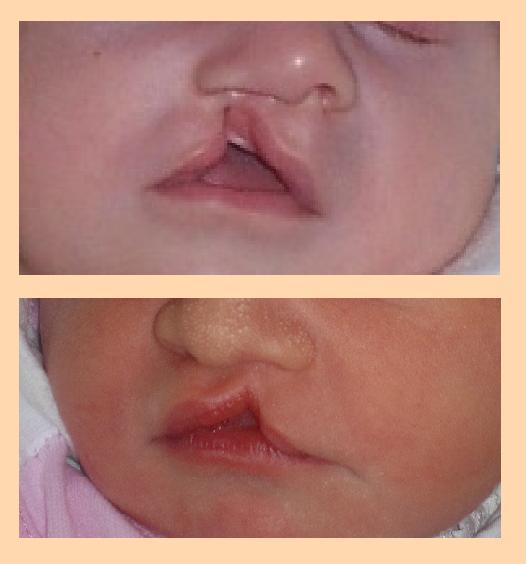
Jednostranný rozštěp

- Q36.9 jednostranný rozštěp rtu, rozštěp rtu NS

jednostranný
jednostranný
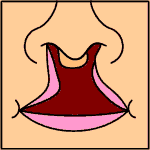
oboustranný

Q 37 rozštěp rtu i patra 

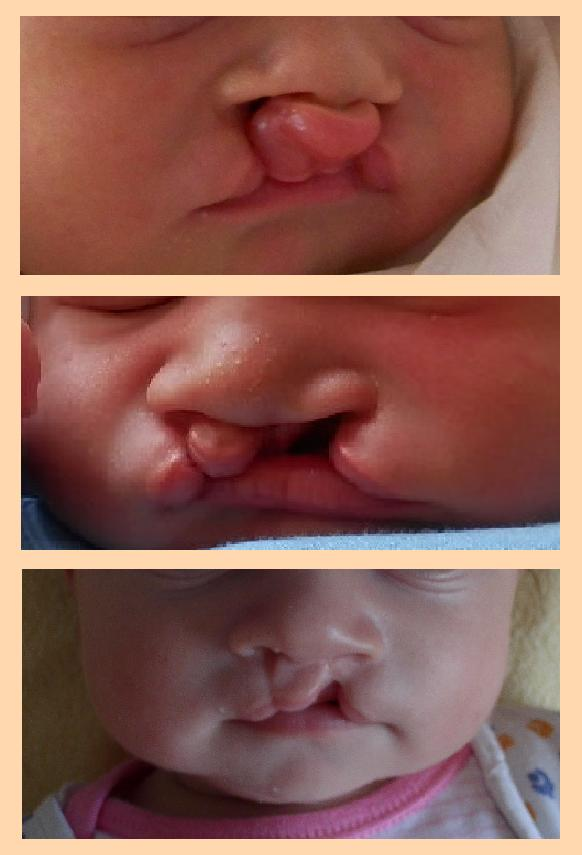
Oboustranný rozštěp

- Q37.0 rozštěp tvrdého patra s oboustranným rozštěpem rtu
- Q37.1 rozštěp tvrdého patra s jednostranným rozštěpem rtu, rozštěp tvrdého patra s rozštěpem rtu NS
- Q37.2 rozštěp měkkého patra s oboustranným rozštěpem rtu
- Q37.3 rozštěp měkkého patra s jednostranným rozštěpem rtu, rozštěp měkkého patra s rozštěpem rtu NS
- Q37.4 rozštěp tvrdého a měkkého patra s oboustranným rozštěpem rtu
- Q37.5 rozštěp tvrdého a měkkého patra s jednostranným rozštěpem rtu, rozštěp tvrdého a měkkého patra s rozštěpem rtu NS
- Q37.8 neurčený rozštěp patra s oboustranným rozštěpem rtu
- Q37.9 neurčený rozštěp patra s jednostranným rozštěpem rtu, rozštěp patra s rozštěpem rtu NS

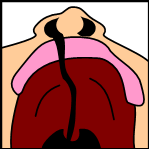
jednostranný ret a patro
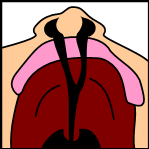
oboustranný ret a patro

## Léčba rozštěpu
Léčba rozštěpu obličeje je dlouhodobá. Trvá od narození do dospělosti a i v dospělosti je potřeba počítat například s výměnou zubních náhrad, pokud vinou rozštěpu čelisti některý z řezáků chybí. Dosahuje však za spolupráce celého lékařského týmu specialistů a rodičů malého pacienta a později pacienta samotného výborných výsledků. Vhodně zvolenou a odborně vedenou léčbou se rozštěp nestává fyzickým ani sociálním handicapem.
Léčbu popisuje kniha, zpracovaná ve spolupráci s odborníky na problematiku rozštěpů, s názvem Pro tvůj šťastný úsměv.

## Specialisté na léčbu rozštěpu
V České republice jsou odborníci na léčbu rozštěpů soustředěni v rozštěpových centrech v Praze a v Brně. Na léčbě se postupně, v závislosti na věku a vývoji jedince, podílejí specialisté z oborů plastické chirurgie, ortodoncie, stomatologie, logopedie, otolaryngologie, genetiky, pediatrie, psychologie, protetiky a implantologie. Rozštěpové centrum je zařízení, kde jsou soustředěny ambulantní ordinace lékařů, lůžková část včetně jednotky intenzivní péče a operační sály.

### genetika

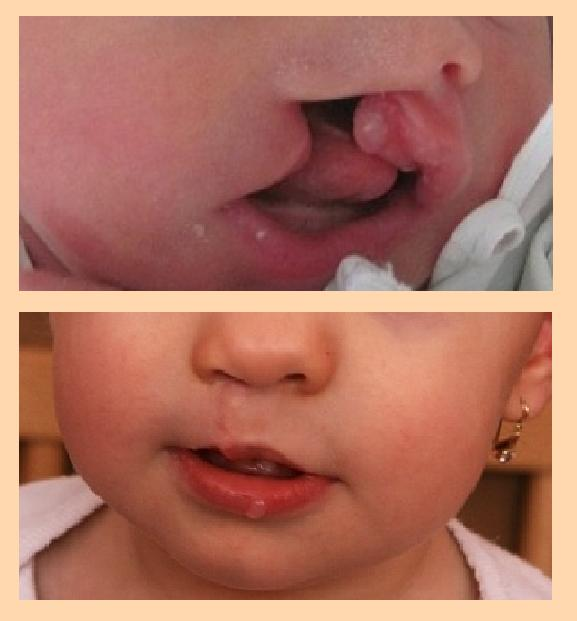
rozštěp před a po operaci

Příčina vzniku rozštěpu je vždy kombinací vnějších a vnitřních vlivů, které působí na plod. Pouze 20 % těchto vad je dáno genetickým základem přeneseným na dítě od rodičů, 10-20 % vzniká jako vada nová ze zevní příčiny a 60-70 % je kombinací obou vlivů. Zevní příčina jsou fyzikální (např. úrazy v těhotenství, vysoká teplota), toxické látky, které jsou známé jako teratogeny a negativně ovlivňují vývoj plodu (např. chemikálie, některá antibiotika, vitamín A, viry, hormony, kouření, alkohol a další) a v neposlední řadě biologické jako je například virová infekce, poruchy ve výživě plodu, vícečetné těhotenství, vyšší věk matky, další onemocnění matky nebo stres, gynekologické onemocnění, porucha výživy a podobně. Pro vznik rozštěpu musí působit vždy několik vlivů současně a jednoznačně kritické období pro vznik je rané těhotenství, a to období mezi 6.-12. týdnem. Jako prevence vzniku vývojových vad se doporučuje zdravý životní styl, užívání kyseliny listové tři měsíce před početím a v prvním trimestru.
V České republice se rodí 160-180 dětí s obličejovým rozštěpem ročně.
Genetická poradna je doporučovanou součástí rozštěpového centra.

### pediatrie
Pediatr od narození sleduje celkový vývoj dítěte stejně jako u všech ostatních dětí a podílí se na léčbě případných přidružených onemocnění. Děti s rozštěpy mohou častěji trpět záněty horních cest dýchacích a středouší.
Pediatrická léčba nemusí být součástí rozštěpového centra.

### plastická chirurgie

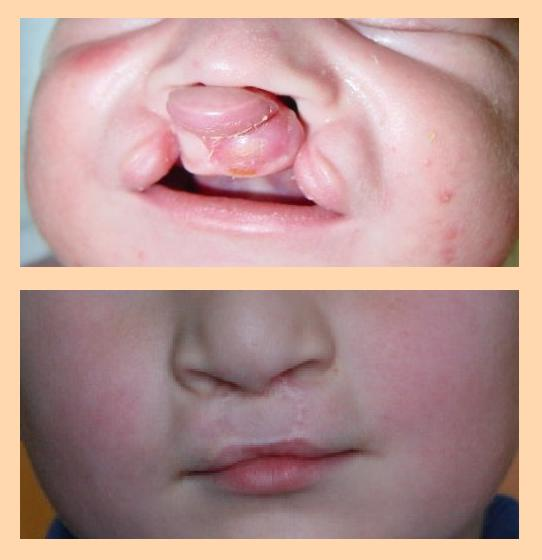
rozštěp před a po operaci

Primární operace uzávěru rozštěpu se v ČR provádí ve třech fázích. Nejprve rozštěp rtu, poté patra a nejpozději čelisti. Různost načasování má důležité medicínské důvody.
Operace uzávěru rozštěpu rtu se provádí co nejdříve, tedy již v kojeneckém věku, mobilizací a následným sešitím všech struktur rtu (sliznice, svaloviny a kůže) ve správných anatomických vrstvách. V rozštěpovém centru Kliniky plastické chirurgie FN Královské Vinohrady v Praze a v rozštěpovém centru Kliniky plastické a estetické chirurgie FN u sv. Anny v Brně se provádí od tří měsíců věku dítěte. Výhody spočívají v letité zkušenosti s tímto typem operací. V dětské nemocnici FN Brno a ve FN Motole se provádí krátce po narození dítěte. Je na rozhodnutí rodičů, po konzultaci s odborníky, které načasování zvolí. Obě načasování, jak se ukazuje, mají své výhody i nevýhody.
Operace uzávěru rozštěpu patra se doporučuje provést ve věku 9-12 měsíců. Provádí se posunem slizničních laloků a svaloviny měkkého patra.
Operace defektu čelisti se načasuje na základě výměny chrupu u dětí ve věku 9-11 let. Provádí se vložením spongiózního kostního autotransplantátu, odebraného převážně z lopaty kosti kyčelní pacienta a vložením do defektu čelisti.
Před nástupem do školy se provádějí různé korekční operace, v případě potřeby reoperace patrohltanového uzávěru. Po ukončení růstu se provádí korekce rtu nebo nosu z hlediska estetiky a pokud je potřeba, provádí se chirurgický posun čelisti ke korekci skusu. Potřeba operací je individuální u každého pacienta a závisí na rozsahu rozštěpu.
Chirurgická léčba je součástí rozštěpového centra.

### psychologie
Narození dítěte s rozštěpovou vadou může představovat emocionální zátěž pro rodinu a později i pro postiženého jedince. Psycholog pomůže překonat potíže, vyrovnat se se stresovou situací. Publikace pro děti Můj svět s kamarády seznamuje jednoduchým způsobem děti s jejich vrozenou vadou a je psychologickou pomůckou.
Psychologická léčba je doporučovanou součástí rozštěpového centra.

### stomatologie

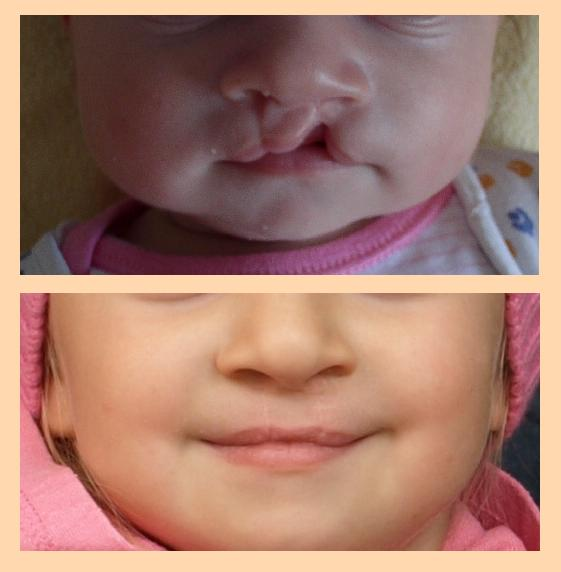
rozštěp před a po operaci

Péče o chrup pacientů s rozštěpem vyžaduje větší pečlivost od pacienta i lékaře. Péče zahrnuje správnou výživu, dokonalou hygienu dutiny ústní, ošetření začínajících kazů. Počet řezáků u dětí s rozštěpem zasahujícím čelist bývá někdy zvětšen, jindy zmenšen. Také tvarově se často zuby v rozštěpu liší od zubů normálních. Nemusí být též pravidlem, aby po vypadnutí malého mléčného řezáku vyrostl na jeho místě stálý řezák. Je nutno nezanedbávat ošetření kazů mléčných zubů, aby dítě neztratilo předčasně některé zoubky, zejména špičáky a poslední mléčné stoličky, které jsou důležité pro správný růst stálého chrupu. Činnost všech 20 mléčných zubů a později 28 až 32 stálých zubů pomáhá přirozenému vývoji čelistí. Je mylný názor, že není třeba ošetřovat mléčné zuby, protože stejně vypadnou a budou nahrazeny stálými. Zdravý chrup, i mléčný, je pomocníkem k celkovému zdravotnímu stavu člověka. Onemocnění zubů bývají příčinou místních onemocnění, jako jsou záněty okostice nebo abscesy, i celkových onemocnění. Dětský chrup má pro vývoj dítěte stejný význam jako stálý chrup, protože připravuje rostoucímu organismu potravu a vytváří podmínky pro stálý chrup. Zdravý základ chrupu je dán již v těhotenství správnou výživou a celkovým dobrým stavem matky. Po narození je nadále ovlivňován dobrou výživou dítěte a od prořezávání prvních mléčných zubů každodenní péčí o ně.
Stomatologická léčba je doporučovanou součástí rozštěpového centra.

### ortodoncie
Ortodontická léčba je vždy plánována a poskytována ve spolupráci s ostatními odborníky, zejména s chirurgem, protetikem a stomatologem. Ortodontická péče o pacienta s rozštěpem, obzvláště pokud rozštěp zasahuje i čelist, je dlouhodobá. Jejím cílem je dosažení správného postavení zubů a správného skusu obou čelistí. Tím je zlepšena funkce chrupu a zároveň je zlepšen estetický výsledek celé léčby. Neléčená závažná ortodontická vada by byla pro pacienta komplikací na celý život.
Ortodontická léčba je součástí rozštěpového centra.

### otorhinolaryngologie - ORL
Rozštěp obličeje, který postihuje i patro, zasahuje do fyziologických funkcí uší, nosu a krku. Podle rozsahu rozštěpu se může projevit i v otologické problematice, která se stejně jako u zdravých dětí výrazně mění s věkem. V časném dětském věku se mohou objevit častější akutní a chronické záněty středního ucha. U rozštěpových pacientů stejně jako u zdravých pacientů se náchylnost k zánětům výrazně mění s věkem. Vlivem špatné funkce Eustachovy trubice, která spojuje střední ucho s nosohltanem, dochází k poruše vyrovnávání tlaku ve zvukovodu a tím k deformacím bubínku. V uchu se hromadí tekutina a vzniká zánět, který pokud zůstane neléčen, může způsobit nevratné změny sluchu. Hromadění tekutiny ve středouší lze léčit vložením speciálních trubiček, nazývaných gromety, do bubínku, které umožní ventilaci středouší.
Otorhinolaryngologická léčba je součástí rozštěpového centra.

### foniatrie
Foniatrická péče se věnuje fyziologii a patofyziologii, řeší klinickou problematiku, diagnostiku, léčbu a léčebnou rehabilitaci poruch řeči, hlasu a vad sluchu, funkcí, které tvoří fyziologický základ dorozumívání mezi lidmi. Protože střední obličejová část je součástí hlasového a řečového aparátu člověka, tak její postižení rozštěpem způsobuje závažnou poruchu komunikace, a proto vyžaduje péči foniatra a logopeda. Foniatr sleduje vývoj řeči společně s logopedem a případne doporučí společně s ORL lékařem centra reoperaci patrohltanového uzávěru.
Foniatrická léčba je součástí rozštěpového centra.

### logopedie
Pomáhá ke správné tvorbě jednotlivých hlásek, slov i vět a tím ke správné řeči. Základní tón lidského hlasu vzniká v hrtanu rozkmitáním hlasivek. Každý člověk má jiné zabarvení hlasu. Vlastní hlásky pak vznikají vzájemným artikulačním kontaktem mluvidel v pěti artikulačních okrscích. Pro správnou produkci řeči je důležitý správně fungující patrohrtanový uzávěr. Neoperovaný rozštěp nebo špatně fungující patrohltanový uzávěr narušuje komunikační schopnost (porucha rezonance, porucha artikulace a obtížně srozumitelná řeč). Odborně se narušení zvuku řeči u rozštěpů nazývá palatolálie.
Jakmile je dítě schopno po operaci spolupracovat s klinickým logopedem, začíná individuální logopedická léčba, která je nutná u 50-80 % dětí. Nejdříve se upravuje výslovnost samohlásek a poté postupně úprava hlásek tvořených rtem, zuby, patrem a jazykem. Vyvozené hlásky jsou vždy fixovány a automatizovány do normální řeči. Průběžně je procvičován patrohltanový uzávěr. Do 2-3 let věku by měl foniatr posoudit kvalitu patrohltanového uzávěru a ve spolupráci s chirurgem naplánovat eventuální možnou korekční operaci. Léčba palatolalie by měla být záležitostí předškolního věku, zcela správné řeči se dá za předpokladu správné funkce patrohltanového uzávěru docílit u dětí do věku šesti let. Někdy je však logopedie záležitostí na více let.
Stupeň palatolalie závisí na rozsahu rozštěpu, na postižení čelisti a chrupu, na přítomnosti poruchy sluchu, na mentálních schopnostech a vlivech okolního prostředí a samozřejmě na včasnosti a kompletnosti léčebné péče. Základy logopedické léčby pacientů s rozštěpy popisuje kniha Mami, tati – procvičujte se mnou.
Logopedická léčba je součástí rozštěpového centra.

### protetika
Zhotovení fixního můstku s využitím okolních zdravých zubů. Po provedení zhodnocení chrupu protetik posoudí, kolik zubů bude třeba použít pro zhotovení můstku, aby můstek byl dostatečně pevný a plnil dlouhodobě svoji funkci. Většinou je potřeba obrousit více okolních zubů a dochází tedy k trvalému poškození zdravých zubů pro potřeby protetiky. Po obroušení potřebného počtu zubů se provede a osadí můstek z kvalitního materiálu, který má dlouhou životnost. Materiál na provedení fixního můstku musí být odlehčený, aby co nejméně zatěžoval čelist s defektem a aby přitom můstek byl plně funkční. Můstek je nutné provést esteticky v souladu s ostatními okolními zuby, a to nejen velikostí, ale i barevností.
Protetická léčba nemusí být součástí rozštěpového centra, ale je nezbytné vyhledat odborníka se zkušeností v rozštěpové problematice. Zpravidla ho je schopen doporučit ortodontista rozštěpového centra.

### implantologie
Po posouzení, zda je kost v místech, kde proběhlo doplnění kosti autogenním štěpem z lopaty kyčelní, dostatečně pevna a tvoří pevný podklad pro zavedení implantátu. Pokud je kost nedostatečná, přistupuje se k augmentaci kosti, což u rozštěpů může znamenat i vytvoření kosti nové. V tomto případě je nutné v části, kde čelist zasáhl rozštěp, ať už jednostranný nebo oboustranný a vytvořila se mezera, provést doplnění kosti umělým materiálem v podobě granulí nebo bločku a vytvořit pevnou strukturu. Zavedením implantátů, titanových šroubů, na které se nasadí pevná korunka nebo můstek, se nahradí chybějící zuby. Korunka se provede esteticky v souladu s ostatními okolními zuby velikostí i barevností. Implantologická léčba je méně invazivní a není destruktivní pro okolní zdravé zuby. Kostní tkáň i titanové implantáty se dobře přijímají a u rozštěpových pacientů je maximální úspěšnost.
Implantologická léčba nemusí být součástí rozštěpového centra, ale je nezbytné vyhledat odborníka se zkušeností v rozštěpové problematice. Zpravidla ho je schopen doporučit ortodontista rozštěpového centra.

## Společenská odpovědnost
V celém světě vznikly na podporu lidí narozených s rozštěpovou vadou obličeje podpůrné organizace, které spolupracují s rozštěpovými centry. V České republice se v roce 2005 zformovala první organizace – Občanské sdružení Šťastný úsměv. V roce 2015, na základě legislativních změn v ČR, se toto sdružení dobrovolníků přetransformovalo na zapsaný spolek Šťastný úsměv, z.s.. Dále v ČR na podporu lidí s rozštěpy působí spolek Za novým úsměvem, z.s. Spolek klientů a přátel rozštěpového centra Praha .
Rozštěpové vady obličeje, ačkoliv se situace zlepšila, zůstávají i přes veškerou snahu o osvětu ze strany těchto neziskových organizací tabuizovány a mýtizovány. Problém, o kterém se nemluví, vzbuzuje obavy, způsobuje nepochopení a nedorozumění. Neznalost a obava z nepřijetí dítěte společností, obava z výsledku léčby a pocity selhání mnohdy vedou matky k ukončení těhotenství po prenatální diagnostice i typické, nesyndromové rozštěpové vady.  

## Hrdinové románů s rozštěpem
Vzácný jed - napsala anglická spisovatelka Mary Webb (1881–1927)
Hlavní hrdinkou je Prue Sarnová, která se narodila s rozštěpem. Kniha popisuje anglickou krajinu v jednotlivých ročních obdobích, život a lidové zvyky na anglickém venkově na počátku 19. století. Vypráví nelehký životní osud i milostný příběh hrdinky.